# Inger Anne Frøysedal
Inger Anne Frøysedal (Stryn, 25 de abril de 1989)  é uma atleta norueguesa de atletismo. Ela compete no salto triplo.
No Campeonato Europeu de 2010 em Barcelona, Frøysedal saltou 13,51 metros na qualificação do salto triplo e não chegou à final. Nascompetições de pista coberta da CE em Paris 2011, Frøysedal saltou 13,11 metros na qualificação e não chegou à final. No salto triplo, Frøysedal conquistou o campeonato de seu país três vezes em pistas ao ar livre, em 2009, 2010 e 2011. Em 2008, ele ficou com a prata. Nas pistas indoor, conquistou o ouro em 2011 e 2012, além de ter conquistado a prata duas vezes e o bronze uma vez.
Em janeiro de 2011, Frøysedal estabeleceu um novo recorde interno norueguês no salto triplo depois de saltar 13,57 em Malmö. Ele também saltou o mesmo resultado em Tampere em fevereiro de 2011.
O recorde de salto triplo de Frøysedal é de 13,63 metros saltados em pistas ao ar livre em junho de 2010 em Bergen.